# Mesosa bifasciatipennis
Mesosa bifasciatipennis är en skalbaggsart som beskrevs av Stefan von Breuning 1960. Mesosa bifasciatipennis ingår i släktet Mesosa och familjen långhorningar. Inga underarter finns listade i Catalogue of Life.